# Derways
Derways — російська автомобілебудівна компанія, яка займається виробництвом легкових автомобілів. Компанія випускає в основному китайські автомобілі, хоча раніше мала власну марку машини.

## Історія
Історія компанії розпочалася в 2002 році, коли її заснували брати Станіслав Хаджі-Мурат Дереви. Перший автомобіль власного виробництва компанії став Derways Cowboy — позашляховик 2003 року випуску. Derways випускала власні автомобілі до 2006 року, поки не почала виробляти китайські машини, що робить і досі.